# Constantine Maroulis
Constantine James Maroulis (ur. 17 września 1975 roku Brooklynie, w stanie Nowy Jork) – amerykański aktor i piosenkarz. W 2007 roku zagrał rolę wokalisty i producenta muzycznego Constantine'a Parosa w operze mydlanej CBS Moda na sukces. Zdobył popularność występując w czwartej edycji programu American Idol. 7 sierpnia 2007 roku ukazała się jego debiutancka płyta zatytułowana Constantine.

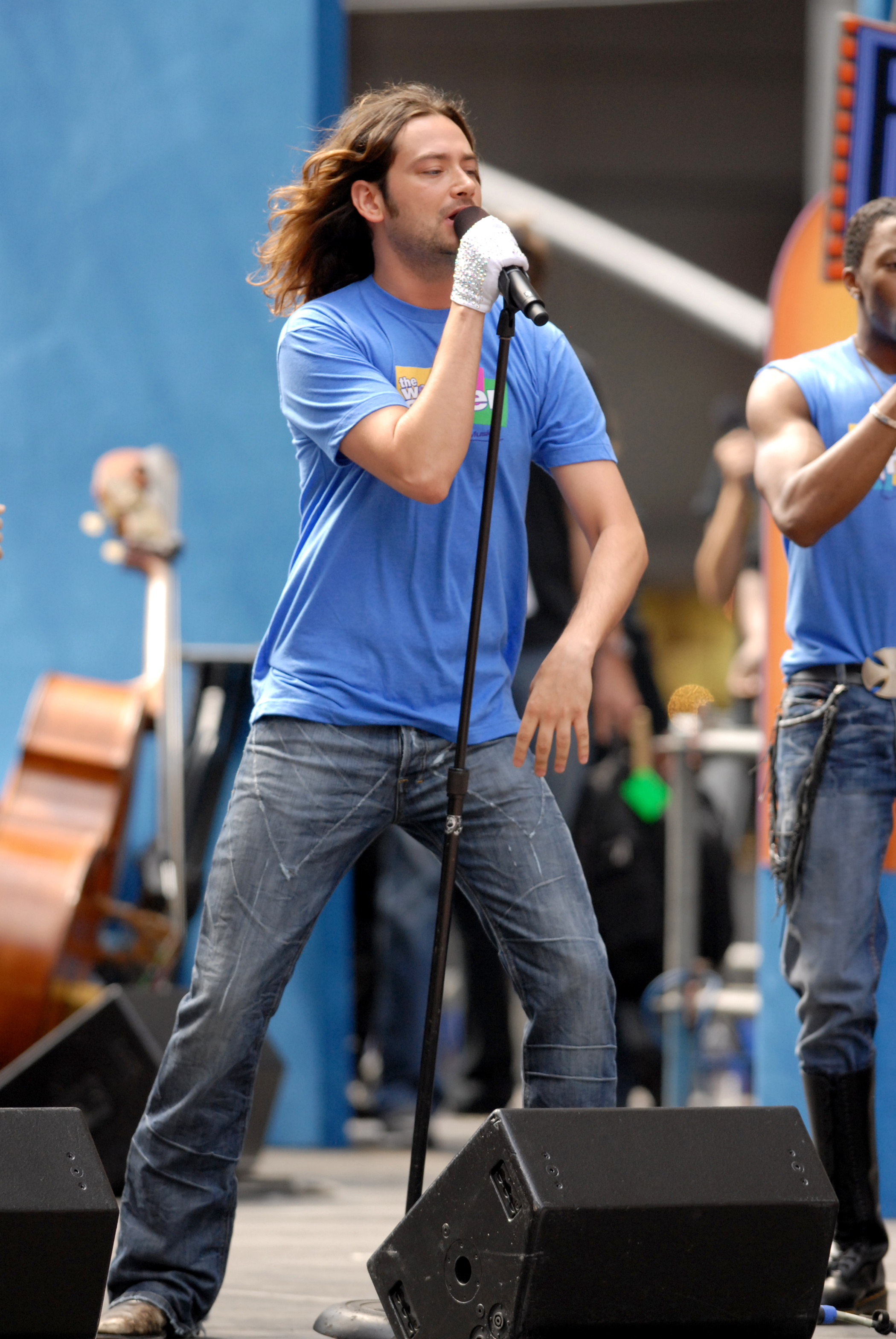
Maroulis w musicalu Od wesela do wesela

## Filmografia
- 1999: Prawo i bezprawie (Law & Order: Special Victims Unit) jako mężczyzna w sklepie (gościnnie)
- 2007: Moda na sukces (The Bold and the Beautufiul) jako Constantine Parros

## Dyskografia

### albumy
- 2005: Pray For The Soul of Betty (wyd. Baby Julius/Koch Records)
- 2007: Constantine (wyd. 6th Place Records)

### single
- 2005: "My Funny Valentine" na American Idol Season 4: The Showstoppers
- 2005: "Bohemian Rhapsody" na Killer Queen: A Tribute to Queen
- 2006: "Hanukkah Song" (Broadway's Greatest Gifts: Carols For A Cure Vol. 8)
- 2009: "I'll Be Home For Christmas/Christmas in America" (duet z Orfeh) na New York City Christmas: a Benefit Album for ASTEP
- 2011: "Unchained Melody"
- 2011: "25 or 6 to 4"

### inne wydawnictwa
- 2007: Growing Up With Loukoumi jako Gus The Bear
- 2009: Loukoumi's Good Deeds jako Gus The Bear
- 2009: Rock of Ages: Original Broadway Cast Recording
- 2009: Loukoumi's Gift jako Gus The Bear